# 間部詮徴
間部 詮徴（まなべ あきよし）は、江戸時代後期の旗本。間部詮芳の子。兄・詮寛の養子に入り、赤坂間部家の家督を継ぐ。
天保11年（1840年）、間部詮寛の養嗣子になり赤坂間部家の家督と遺領を相続した。嘉永7年（1854年）、知行所に対し3年の間、賄金（御用金）を上納するよう命じている。安政2年（1855年）の時点で小普請だった。安政3年（1856年）、隠居して家督を実子の詮義に譲った。安政5年（1858年）、死去。